# Raktárkezelő program
A raktárkezelő programok elsődleges funkciója a raktári készletek és mozgások nyomon követhetősége, egyes termékek raktári történetének nyilvántartása, és a készletkezelés megkönnyítése. A hagyományos, kézi raktározási megoldásokat ezen a területen is felváltották a gépi megoldások, a különféle raktárkezelő szoftverek. Ezen rendszerek segítségével kevesebb az emberi hiba lehetősége. Illetve nagyon költséghatékony, gyors megoldást biztosít a cégek számára a raktározás terén.
Emellett nyomon követhetővé teszi az egyes termékek teljes történetét a bevételezéstől a kiszámlázáson át az esetleges javításig. Az olyan technikai megoldások, mint a vonalkód-rendszer, és az RFID olvasók, teljesen automatizálták a nyilvántartás, illetve egy termék nyomon követhetőségének folyamatát is.